# Viva Max!
Pour plus de détails, voir Fiche technique et Distribution.
Viva Max! est un film américain réalisé par Jerry Paris, sorti en 1969.

## Synopsis
Le général mexicain Maximilian Rodrigues De Santos entre avec ses soldats au Texas, dans le but de réoccuper Fort Alamo, cette bravade étant destinée en réalité à convaincre sa maîtresse que ses hommes sont capables de le suivre n'importe où. Il va réussir à occuper le fort plusieurs jours.

## Fiche technique
- Titre original : Viva Max!
- Réalisation : Jerry Paris
- Scénario : Elliott Baker, d'après le roman Viva Max! de Jim Lehrer
- Direction artistique : Carl Braunger
- Décors : James Hulsey
- Costumes : Annalisa Nasalli-Rocca (it)
- Photographie : Henri Persin
- Son : Bill Pellak, Wally Milner
- Montage : David Berlatsky, Bud Molin
- Musique : Ralph Dino, Hugo Montenegro, John Sembello
- Production : Mark Carliner
- Production associée : Wally Samson
- Société de production : Mark Carliner Productions
- Société de distribution : Commonwealth United Entertainment
- Pays d'origine :  États-Unis
- Langue originale : anglais
- Format : couleur (Eastmancolor) — 35 mm — son mono
- Genre : Comédie
- Durée : 96 minutes
- Dates de sortie : États-Unis : décembre 1969

## Distribution
- Peter Ustinov : Général Maximilian Rodrigues de Santos
- Pamela Tiffin : Paula Whitland
- Jonathan Winters : Général Billy Joe Hallson
- John Astin : Sergent Valdez
- Keenan Wynn : Général Barney LaComber
- Henry Morgan : Chef de la Police George Sylvester
- Alice Ghostley : Hattie Longstreet Daniel
- Kenneth Mars : Docteur Sam Gillison
- Ann Morgan Guilbert : Edna Miller
- Bill McCutcheon : Desmond Miller

## Production
Durant le tournage, les Daughters of the Republic of Texas (en) et d'autres groupes mémoriels ont organisé des manifestations pour empêcher que le Fort Alamo lui-même serve de lieu de prise de vue. Lorsque le drapeau mexicain fut hissé sur le fort pour une scène, les figurants mexicains applaudirent, ce qui fut la cause d'un litige important. Finalement des scènes furent filmées dans une réplique du fort à Alamo à Brackettville (Texas), et des scènes en intérieur le furent en Italie.